# 早川紀代秀
早川紀代秀（日语：／ Hayakawa Kiyohide，1949年7月14日—2018年7月6日）是一名奥姆真理教教徒、前教团高级干部（正悟师、教团建设省大臣），1949年出生于日本兵库县川邊郡東谷村（今属兵库县川西市）。	早川在20世纪80年代后期加入奥姆真理教，之后陆续参与奥姆真理教男性信徒杀害事件、坂本堤律師滅門慘案等犯罪，同时是奥姆真理教秘密武装化的中心人物。1995年，早川被捕。2009年，早川死刑定谳。2018年7月6日，早川与包括奥姆真理教教主麻原彰晃在内的7名奥姆真理教相关死刑犯被执行死刑，其中早川是在福岡拘置所被执行死刑的。

## 早年
早川紀代秀1949年在日本兵库县川邊郡東谷村出生，父亲是日本国铁职员。在他两岁多的时候，家里搬到了大阪府堺市。早川小时候就读于与天主教会有关系的幼儿园，曾在幼儿园唱赞美诗、参加天主教话剧表演。早川高中就读于大阪府立三国丘高等学校，后考入神户大学，在农学院园艺学专业学习。在神户大学获得学士学位后，早川又前往大阪府立大学研究生院学习，主攻绿地规划工程，毕业后进入一家大型承建商的土木技术部开发设计科工作。在工作了5年后，早川从这家公司辞职，又辗转在两家公司裡工作。

## 入教与罪行
1986年，因为对麻原彰晃的浮空照片感兴趣，早川紀代秀给奥姆真理教的前身奥姆神仙会打了电话。最开始接线的职员态度很差，但之后比早川小6岁的麻原本人给早川做了诚恳的说明，早川受到感动，在当年加入了奥姆真理教。
1987年，早川捐出所有财产，和妻子在奥姆真理教出家。出家当天他和妻子、麻原彰晃一起在外面吃了荞麦面。
加入奥姆真理教后，早川参与了对一名企图脱离奥姆真理教的男性教徒的绑架和杀害，坂本堤律師滅門慘案也与他有关。同时他和林郁夫等人也是少数几个比麻原彰晃年长的教团干部。
1990年，和村井秀夫、上祐史浩在熊本县阿苏市为教团购置土地，因为早川曾有承建商的工作经验，所以早川是负责人；由于违反了国土利用计划法（日语：国土利用計画法違反事件），可能会被逮捕。在麻原彰晃的指示下，早川和村井秀夫、上祐史浩男扮女装乘坐电车前往仙台；三个人装扮过于离谱，怎么看都不像女人，一路上被人成为“御神”。
同年，随着奥姆真理教在众议院选举中大败，麻原决定让教团执行武装夺权、颠覆日本政府的方针。早川在这一过程中扮演了核心角色，曾帮助教团设计多种武器。他频繁造访俄罗斯，为笼络俄方，在他主导下，奥姆真理教向莫斯科物理技術學院赠送了高性能的计算机。在俄罗斯，早川取得了自动武器的设计图、迷幻药麦角酸二乙酰胺（LSD）的制作方法，甚至买到了一架Mi-17直昇機。

## 逮捕及受审
1995年地铁沙林事件后，根据早川自己的说法，他感觉到奥姆真理教的末日很快就会到来。4月19日，早川在一次奥姆真理教的直播活动后被捕。在直播中，早川曾矢口否认奥姆真理教与坂本堤律师一家的遇害有关。在随后的审判中，早川一共被控7项罪名。早川在审判过程中曾表达过对被害人的歉意，但也表示自己当时无法抗拒教主麻原的命令。2000年，东京地方法院一审判处早川死刑，早川不服上诉。2004年，东京高等法院维持原判。2009年，早川死刑定谳。

## 死刑执行
截至2018年3月，早川与其他十二名奧姆真理教相关死刑犯一直都关押在東京拘置所。2018年3月21日，这些死刑犯被分散到到能执行死刑的東京拘置所等5處設施，其中早川被送到福岡拘置所。2018年7月6日，經時任日本法務大臣上川阳子批准，早川紀代秀与奥姆真理教教主麻原彰晃，以及井上嘉浩、新实智光、土谷正实、中川智正和远藤誠一共7名与奥姆真理教相关的死刑犯被执行绞刑，其中早川在福岡拘置所被执行绞刑，年68岁。